# Ascanio Filomarino

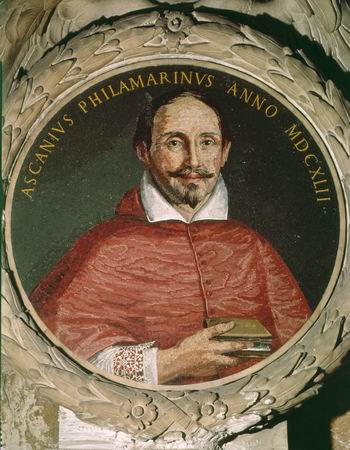
Kardinal Ascanio Filomarino (Mosaik in Santi Apostoli (Neapel), 1642)

Ascanio Filomarino (* 1583 in Benevento; † 3. November 1666 in Neapel) war Erzbischof von Neapel und Kardinal.

## Leben
Ascanio Filomarino, entstammte einem italienischen Adelsgeschlecht, studierte die Rechte und ging anschließend nach Rom. Papst Urban VIII. ernannte ihn zu seinem privaten Kämmerer. Später wurde er Kämmerer von dessen Neffen Kardinal Francesco Barberini, den er nach Frankreich und Spanien begleitete. 1634 wurde Filomarino Kommendatarabt von Santa Maria Maddalena in Armillis.
Im Konsistorium vom 16. Dezember 1641 nahm ihn Urban VIII. als Kardinalpriester von Santa Maria in Aracoeli ins Kardinalskollegium auf. Am selben Tag ernannte Urban ihn, nach vorheriger Vermittlung seines Bruders Gennaro Filomarino, zum Erzbischof von Neapel. Die Bischofsweihe spendete ihm am 19. Januar 1642 Kardinal Antonio Barberini. Mitkonsekratoren waren die Bischöfe Fausto Poli und Gennaro Filomarino. Zwischen 1642 und 1662 hielt Kardinal Filomarino insgesamt sieben Diözesansynoden ab. Während einer von Masaniello geführten Revolte gegen die Habsburger im Jahr 1647 nahm er eine vermittelnde Rolle ein. 1644 und 1655 nahm er jeweils am Konklave teil, das Innozenz X. bzw. Alexander VII. wählte.
Ascanio Filomarino starb im Alter von 83 Jahren und wurde in der Kathedrale von Neapel beigesetzt.